# Latitudinarianismo
Latitudinarianismo é a doutrina esposada por teólogos, estudiosos e clérigos ingleses da Universidade de Cambridge que também eram anglicanos moderados. Em particular, eles acreditavam que aderir a doutrinas muito específicas, liturgias muito determinadas e formas organizacionais rígidas, como faziam os puritanos era desnecessário e poderia ser até prejudicial: "a sensação de se ter instruções especiais de Deus faz os indivíduos menos acessíveis à moderação e à transigência, ou à própria razão." Assim, os latitudinários apoiavam um protestantismo de amplas bases.

## Visão geral
Exemplos da filosofia latitudinária aparecem entre os "platonistas de Cambridge e numa das obras de Sir Thomas Browne: Religio Medici. Adicionalmente, o termo latitudinário foi aplicado a sacerdotes da Igreja Episcopal Escocesa formados em universidades pró-episcopais em Aberdeen e St Andrews que apoiavam as crenças das suas contrapartes anglicanas inglesas.
Na atualidade, não se deve confundir o latitudinarianismo com os movimentos ecumênicos, que buscam juntar todas as igrejas cristãs, mais do que desenfatizar a doutrina em seus aspectos práticos. O termo latitudinário foi tomado num significado mais geral, indicando uma filosofia pessoal que inclui a tolerância às outras visões, particularmente, mas não necessariamente, em questões religiosas.
Na Igreja Católica Apostólica Romana, o latitudinarianismo foi condenado pelo documento do século XIX Quanta cura. Nele, o Papa Pio IX sentiu que, com sua ênfase na liberdade religiosa e na liberdade para escolher e/ou descartar dogmas e doutrinas cristãs tradicionais, o latitudinarianismo ameaçava enfraquecer a Igreja. O latitudinarianismo dentro da fé católica costuma ser criticado através do termo em inglês Cafeteria Catholic, que tem pontos em comum, mas não se confunde com o de "católico não praticante". Muitos que se declaram católicos rejeitam certas crenças básicas da religião, tais como a um clero exclusivamente masculino e a proibição do divórcio.

## Significado original
Mesmo que sempre tendo tipo oposição oficial da Igreja Anglicana, a filosofia latitudinária foi, não obstante, predominante na Inglaterra do século XVIII. Em função da relutância hanoveriana para atuar nos assuntos da igreja, e os vários grupos de debates religiosos sendo equilibrados uns contra os outros, as dioceses tornaram-se tolerantes às variações nas práticas locais.
Assim, sem que o Arcebispo de Canterbury oficialmente anunciasse isso, nem que os Lordes apoiassem, o latitudinarianismo foi a filosofia operacional da Igreja inglesa durante o século XVIII. Para a igreja inglesa do século XVIII nos Estados Unidos (que viria a se tornar a Igreja Episcopal após a Revolução Americana e a consequente independência), o latitudinarianismo foi o único caminho prático para uma nação com pluralismo religioso oficial, diversidade de opiniões e difusão do poder clerical.